# Wielka zima
Wielka zima (alb. Dimri i madh) – powieść albańskiego pisarza Ismaila Kadare. Po raz pierwszy opublikowana w roku 1977.

## Fabuła
Akcja powieści rozgrywa się na przełomie 1960/1961, kiedy doszło do kryzysu w stosunkach albańsko-radzieckich. Bohaterem powieści jest dziennikarz Besnik Struga, który jako tłumacz delegacji albańskiej wyjeżdża do Moskwy. W stolicy ZSRR staje się świadkiem negocjacji, a także intryg, które rozgrywają się w scenerii wyjątkowo ostrej zimy. Toczące się w Moskwie negocjacje Kadare zrekonstruował w znacznej mierze w oparciu o autentyczne protokoły rozmów i relacje świadków. Zerwanie stosunków albańsko-radzieckich w listopadzie 1961, będące konsekwencją Wielkiej Zimy staje się faktem zaskakującym szereg bohaterów, których Kadare umieścił w swojej powieści.
Pierwsza wersja powieści, opublikowana w 1973 nosiła tytuł Zima wielkiej samotności (alb. Dimri i vetmisë së madhe). Na motywach powieści powstał w 1979 film Twarzą w twarz, w reżyserii Kujtima Çashku i Piro Milkaniego.

## Inne tłumaczenia powieści
- 1980: Den hårda vintern (szw. tłum. Marianne Eyre), wyd. Sztokholm
- 1988: Le Grand hiver (franc. tłum. Jusuf Vrioni), wyd. Paryż
- 1989: Der große Winter (niem.), wyd. Monachium
- 1990: Uzun kış (tur. tłum. Hüseyin Kahverengi), wyd. Stambuł
- 1991: El gran invierno (hiszp. tłum. Jesús Hernández), wyd. Madryt
- 1992: Surowaja zima (ros. tłum. M. Modestow, I. Woronina), wyd. Moskwa
- 1995: زمستان سخت (pers. tłum. Mahastī Baḥraynī) wyd. Teheran